# Drapeau de la République socialiste soviétique carélo-finnoise

Drapeau de la République socialiste soviétique carélo-finnoise

Drapeau de la République socialiste soviétique carélo-finnoise, de 1940 à 1953

Le drapeau de la République socialiste soviétique carélo-finnoise a été adopté en 1953.
Avant, le drapeau était rouge avec un marteau et une faucille d'or dans le coin supérieur gauche, écrit en caractères latins Karjalais-Suomalainen SNT (Karjalais-Suomalainen Sosialistinen Neuvostotasavalta) et en russe, Карело-Финская ССР (Карело-Финская Советская Социалистическая Республика) au-dessous en lettres dorées dans une police de caractère sans obit et sans empattement.
Une proposition 1947 a comporté la même conception que le drapeau adopté en 1953 excepté avec les abréviations K.-S.S.N.T. et К.- Ф.С.С.Р en or dans une police de caractère sans obit et sans empattement au-dessous du marteau et de la faucille d'or.
La proposition a également comporté une ligne stylisé avec des arbres noir sur la ligne bleue.